# محمد أو الحاج
مُحَمَّد أُو الحَاجّ (مواليد 6 يناير 1988 في الحسيمة ، المغرب) لاعب كرة قدم مغربي يلعب لنادي الرجاء الرياضي كمدافع. بدأ محمد أو الحاج مسيرته الرياضية عام 2006. لعب مع الرجاء الرياضي 359 مباراة على مدار 12 موسمًا احترافيًا بالنادي، وهو صاحب الرقم القياسي في مشاركات ديربي الدار البيضاء بين الرجاء البيضاوي والوداد بـ21 مباراة.

## سيرة شخصية

### النادي

#### الرجاء - الشباب

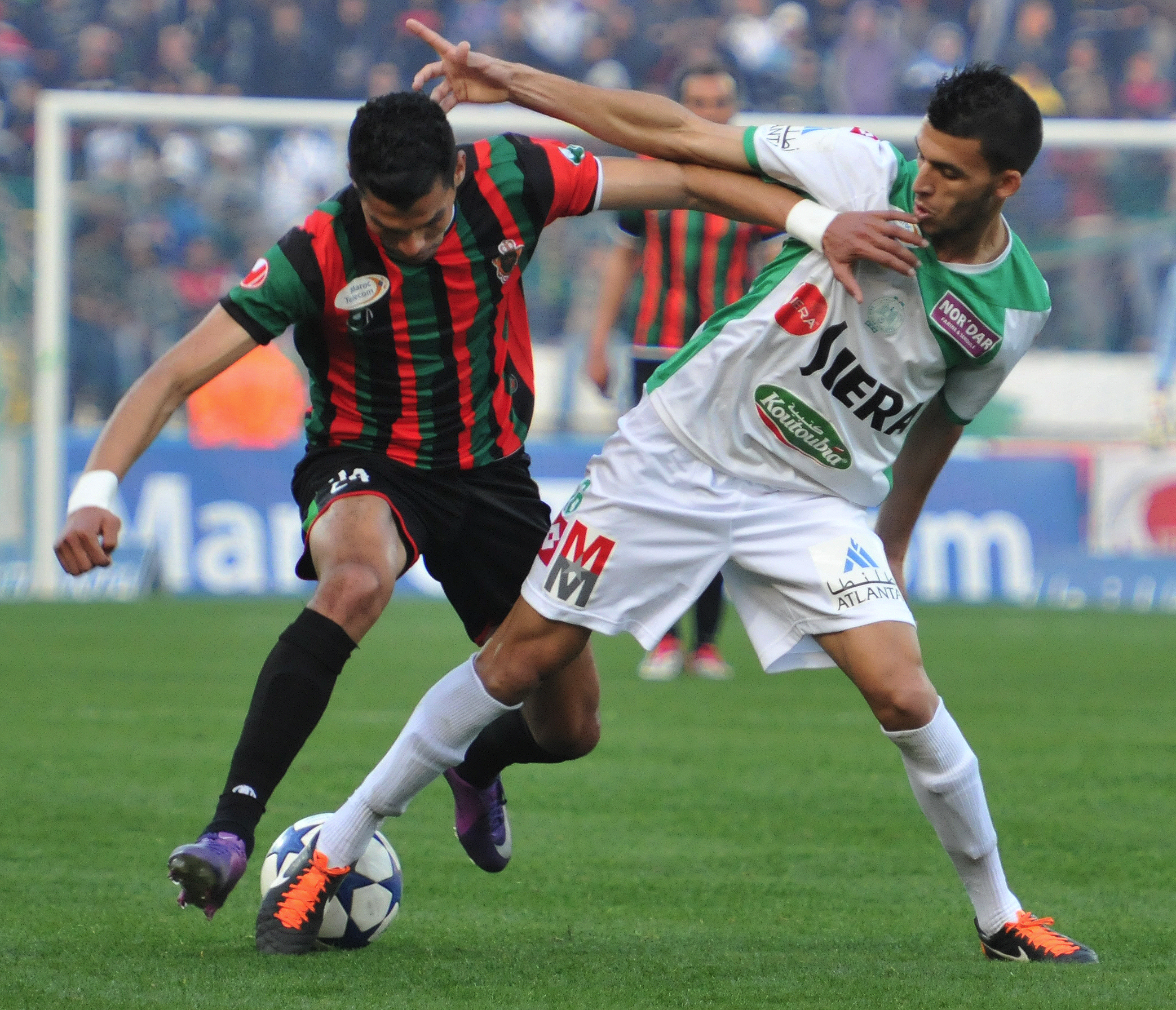
أو الحاج ضد الجيش الملكي في 18 فبراير 2012.

في سن التاسعة عشر من عمره لعب أول مباراة له في البطولة المغربية في 22 سبتمبر 2007 ضد نادي أولمبيك خريبكة؛ وفي 19 أكتوبر 2008 سجل هدفه الأول من مسيرته الاحترافية ضد نادي شباب المسيرة بنتيجة (5-0). ومن 11 إلى 21 ديسمبر 2013 لعب في كأس العالم للأندية. ضد بطل أوقيانوسيا نادي أوكلاند سيتي. وسجل الهدف الثاني في الدقيقة 91 ضد بطل كونكاكاف نادي مونتيري. ولعب ضد بطل أمريكا الجنوبية نادي أتليتكو مينيرو. حيث تأهل النادي إلى المباراة النهائية، وهي مرحلة لم يصل إليها من قبل أي فريق عربي أو من أندية شمال إفريقيا. لكن خسر النادي في النهائي بنتيجة (2-0) أمام نادي بايرن ميونيخ لكن النادي غادر وسط تصفيق وتشجيع دولي وإشادة بإنجازهم هذا. وشكل محمد إلى جانب إسماعيل بلمعلم وزكريا الهاشمي وعادل كروشي، دفاعًا قويًا ومنظمًا جيدًا. لعب 49 مبارة في موسم 2013-2014، وغاب عن مباراة واحدة فقط ضد نادي النهضة السطاتية في دور الـ16 من كأس العرش 2013). لعب نهائي كأس الكونفدرالية ضد نادي فيتا كلوب في 2 ديسمبر 2018 على ملعب الشهداء في كينشاسا، حيث دخل محمد في الدقيقة 86 بدلا من ليما مابيدي، ليعزز دفاع النادي ويحافظ على اللقب، ليتوج النادي بطلاً لهذه النسخة. وبعد نهاية المباراة، وكعلامة على الاحترام والتقدير لمسيرته مع النادي، قدم بدر بانون شارة القيادة إليه ليقوم برفع كأس البطولة.

### المنتخب الوطني

#### المغرب
أستدعي للعب مع المنتخب المغربي في تصفيات كأس العالم 2010 ضد إثيوبيا والتي لعبت في استاد محمد الخامس يوم 31 مايو 2008، ولكنه جلس على تكة البدلاء في المباراة بأكملها؛ وفي 14 يونيو 2008 لعب مباراته الأولى ضد رواندا على ملعب نياميرامبو الإقليمي في كيغالي، والتي خسر فيها المنتخب المغربي بنتيجة (3-1).
| مباريات المغرب الدولية | مباريات المغرب الدولية | مباريات المغرب الدولية                        | مباريات المغرب الدولية | مباريات المغرب الدولية | مباريات المغرب الدولية |
| 0                      | تاريخ                  | مكان                                          | الخصم                  | نتائج                  | مسابقات                |
| ---------------------- | ---------------------- | --------------------------------------------- | ---------------------- | ---------------------- | ---------------------- |
| 1                      | 14 يونيو 2008          | Stade Régional Nyamirambo ، كيغالي، رواندا    | رواندا                 | 3-1                    | تصفيات كأس العالم 2010 |
| 2                      | 14 نوفمبر 2009         | المركب الرياضي لفاس، فاس، المغرب              | الكاميرون              | 0-2                    | تصفيات كأس العالم 2010 |
| 3                      | 10 أغسطس 2011          | ملعب ليوبولد سيدار سينغهور، داكار، السنغال    | السنغال                | 0-2                    | مباراة ودية            |
| 4                      | 7 سبتمبر 2013          | ملعب فيليكس هوفويت-بواني، أبيدجان، ساحل العاج | ساحل العاج             | 1-1                    | تصفيات كأس العالم 2014 |
| 5                      | 11 أكتوبر 2013         | ملعب أدرار، أكادير، المغرب                    | جنوب إفريقيا           | 1-1                    | مباراة ودية            |
| 6                      | 3 سبتمبر 2014          | ملعب محمد الخامس، الدار البيضاء، المغرب       | قطر                    | 0-0                    | مباراة ودية            |
| 7                      | 7 سبتمبر 2014          | ملعب مراكش، مراكش، المغرب                     | ليبيا                  | 3-0                    | مباراة ودية            |
| 8                      | 16 نوفمبر 2014         | ملعب أدرار، أكادير، المغرب                    | زيمبابوي               | 2-1                    | مباراة ودية            |

#### فريق كرة القدم المغربي
كلاعب في البطولة المغربية، تم استدعاء أو الحج لأول مرة للمباراة الأولى ضد الجزائر التي لعبها المنتخب المغربي بعد تشكيله ، وخاض المباراة بأكملها التي احتسبت في تصفيات 2009، لعب 19 مباراة بهذا الاختيار بالإضافة إلى 8 مباريات مع الفريق الأول.

## حياة مهنية

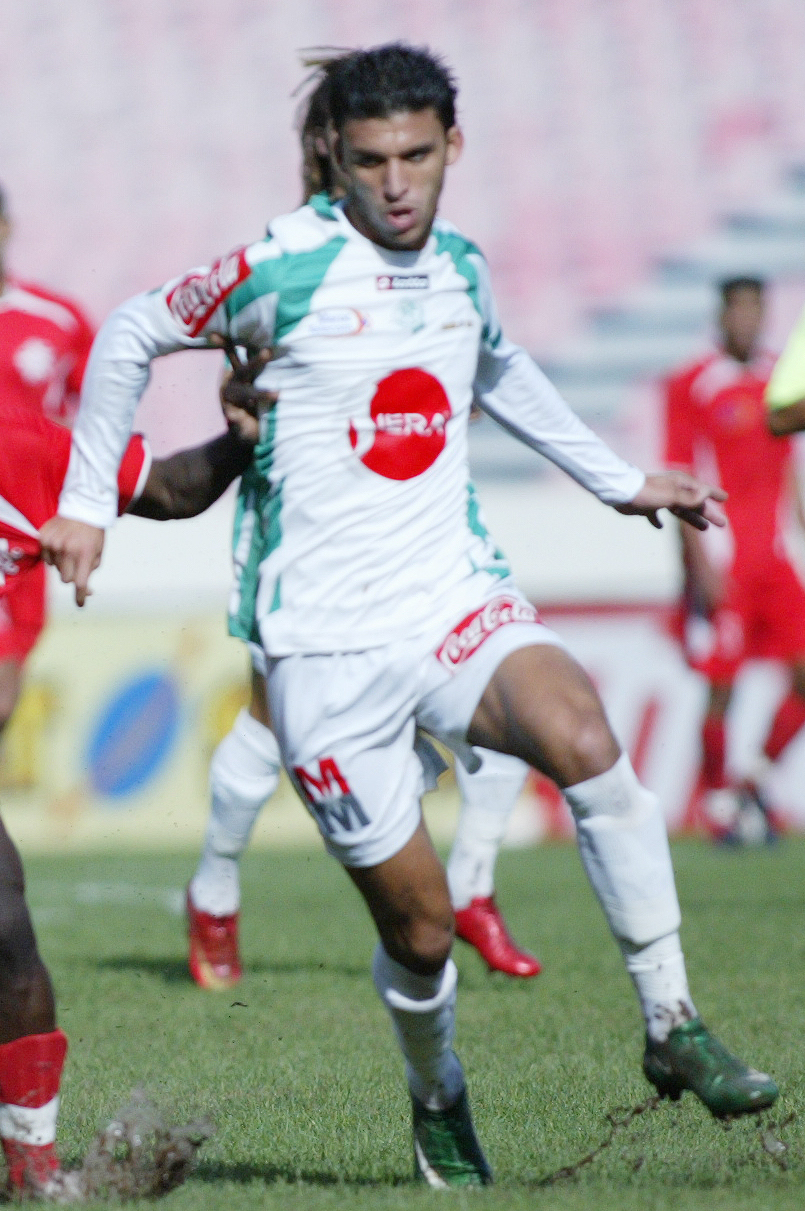
محمد أو الحاج 2009.

| الموسم      | النادي              | البلد  | الدوري                   | الدوري | الدوري | الكأس الوطنية | الكأس الوطنية | كأس إفريقيا | كأس إفريقيا | المغرب | المغرب |
| ----------- | ------------------- | ------ | ------------------------ | ------ | ------ | ------------- | ------------- | ----------- | ----------- | ------ | ------ |
| الموسم      | النادي              | البلد  | القسم                    | مباراة | هدف    | مباراة        | هدف           | مباراة      | هدف         | مباراة | هدف    |
| 2007 - 2008 | نادي الرجاء الرياضي | المغرب | البطولة الوطنية المغربية | 28     | 0      | 3             | 0             | -           | -           | 1      | 0      |
| 2008 - 2009 | نادي الرجاء الرياضي | المغرب | البطولة الوطنية المغربية | 28     | 1      | 1             | 0             | -           | -           | -      | -      |
| 2009 - 2010 | نادي الرجاء الرياضي | المغرب | البطولة الوطنية المغربية | 30     | 0      | 0             | 0             | 4           | 0           | 1      | 0      |
| 2010 - 2011 | نادي الرجاء الرياضي | المغرب | البطولة الوطنية المغربية | 22     | 0      | 1             | 0             | 1           | 0           | -      | -      |
| 2011 - 2012 | نادي الرجاء الرياضي | المغرب | البطولة الوطنية المغربية | 29     | 3      | 1             | 0             | 6           | 1           | 1      | 0      |
| 2012 - 2013 | نادي الرجاء الرياضي | المغرب | البطولة الوطنية المغربية | 28     | 3      | 5             | 0             | -           | -           | 1      | 0      |
| 2013 - 2014 | نادي الرجاء الرياضي | المغرب | البطولة الوطنية المغربية | 30     | 0      | 4             | 0             | 4           | 0           | 7      | 0      |
| 2014 - 2015 | نادي الرجاء الرياضي | المغرب | البطولة الوطنية المغربية | 27     | 0      | 3             | 0             | 8           | 0           | 4      | 0      |
| 2015 - 2016 | نادي الرجاء الرياضي | المغرب | البطولة الوطنية المغربية | 19     | 1      | 7             | 0             | -           | -           | 5      | 0      |
| 2016 - 2017 | نادي الرجاء الرياضي | المغرب | البطولة الوطنية المغربية | 11     | 1      | -             | -             | -           | -           | -      | -      |
| 2017 - 2018 | نادي الرجاء الرياضي | المغرب | البطولة الوطنية المغربية | 19     | 0      | 6             | 0             | 2           | 0           | -      | -      |
| 2018 - 2019 | نادي الرجاء الرياضي | المغرب | البطولة الوطنية المغربية | 1      | 0      | -             | -             | 1           | 0           | -      | -      |

آخر تعديل في31 يوليو 2019

## الجوائز

### ضمانات
- البطولة الوطنية المغربية
  - البطل 2009 و2011 و2013
  - الوصيف 2010 و2014 و2019
- كأس العالم للأندية
  - المتأهل للتصفيات النهائية في كأس العالم للأندية 2013
- كأس العرش
  - الفائز 2012 و2017
  - المتأهل للتصفيات النهائية في 2013
- كأس الكونفيدرالية الإفريقية
  - الفائز: 2018
- كأس السوبر الإفريقي
  - الفائز: 2019
- كأس شمال إفريقيا للأندية البطلة
  - الفائز: 2015

### التكريم الشخصي

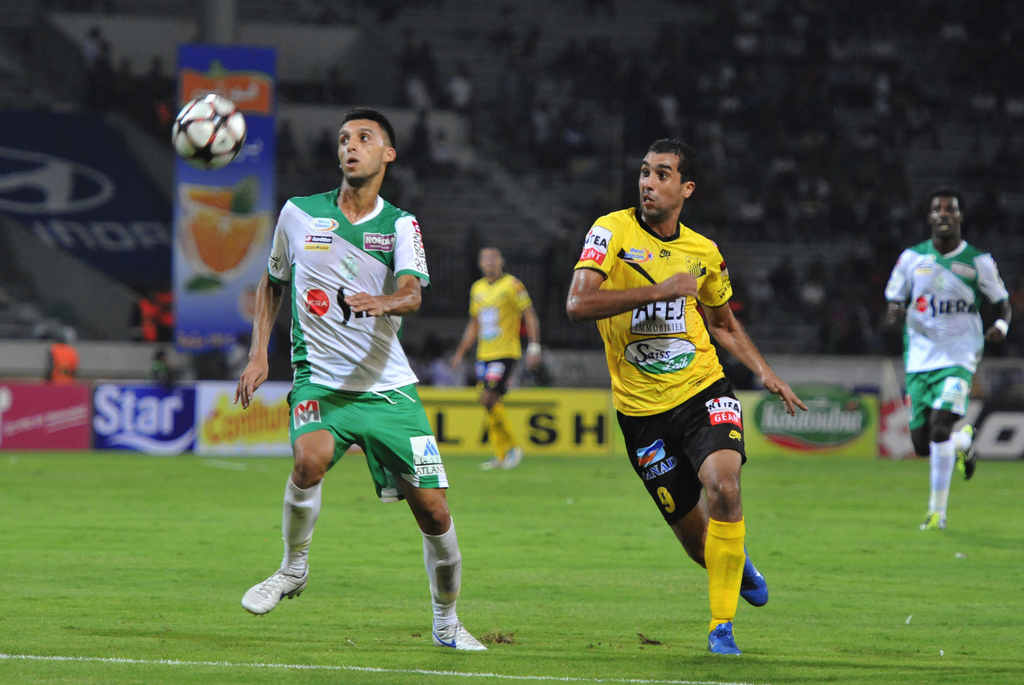
محمد أو الحج في مبارزة مع حمزة أبورزوق.

- حصل على جائزة أفضل لاعب وسط دفاعي في 2007-2008
- حصل على جائزة أفضل مدافع في 2008-2009

## روابط خارجية
- محمد أولحاج على موقع الاتحاد الدولي (مؤرشف)  (الإنجليزية)
- محمد أولحاج على موقع قاعدة بيانات كرة القدم.إي يو (الإنجليزية)
- محمد أولحاج على موقع ناشيونال فوتبول تيمز (الإنجليزية)
- محمد أولحاج على موقع Soccerway.com (الإنجليزية)
- محمد أولحاج على موقع كووورة